# Inversiula fertilis
Inversiula fertilis is een mosdiertjessoort uit de familie van de Inversiulidae. De wetenschappelijke naam van de soort is voor het eerst geldig gepubliceerd in 1967 door Powell.